# 吉爾曼鎮區 (堪薩斯州尼馬哈縣)
吉爾曼鎮區（英語：Gilman Township）為美國堪薩斯州尼馬哈縣轄下的鎮區。2010年美国人口普查中此鎮區人口有238人。

## 地理
吉爾曼鎮區涵蓋總面積為92.9平方（35.87平方英里），其中陸地面積為93平方（35.8平方英里），水域面積為0.18平方（0.07平方英里）或0.2%。海拔高度368（1,207英尺）。

## 人口統計
根據2010年美國人口普查，吉爾曼鎮區人口有238人，其中男性有114人，女性有124人，人口密度為每平方公里2.56人，住房計101戶。鎮區內的白人有233人，非裔美國人有1人，美洲原住民有0人，亞裔美國人有0人，太平洋島裔美國人有0人，其他種族有1人，混血種族則有3人。此外鎮區內有1人為西班牙裔或拉丁裔美國人。此鎮區之年齡中位數為40.5歲，而男性年齡中位數為42歲，女性年齡中位數為38歲。

## 交通

### 主要公路
- 36號美國國道
- 236號堪薩斯州州道